# Wladimir Petrowitsch Potjomkin
Wladimir Petrowitsch Potjomkin (russisch Владимир Петрович Потёмкин, * 7. Oktober 1874 in Twer; † 23. Februar 1946 in Moskau) war ein sowjetischer Pädagoge und Diplomat.

## Leben
Der Sohn eines Mediziners studierte bis 1898 an der historisch-philosophischen Fakultät der Moskauer Universität. Ab 1900 unterrichtete er als Gymnasiallehrer an Schulen in Moskau und Jekaterinoslaw. 1903 schloss er sich der revolutionären Bewegung an. Nach der Oktoberrevolution war er Mitglied des Komitees für Schulpolitik des Volkskommissariats für Volksbildung Sowjetrusslands. 1919 trat er der (KPR (B) bei und war Leiter der politischen Abteilung der Südfront, 1920 der Südwestfront des Russischen Bürgerkrieges. Als Mitglied des revolutionären Kriegsrates der 6. Armee leitete er Sondereinsatzgruppen.
1922 trat Potjomkin in den diplomatischen Dienst ein. Er war 1929–1932 Botschafter in Griechenland, 1932–1934 in Italien und 1934–1937 in Frankreich. 1937–1940 war er Erster Stellvertretender Außenkommissar unter Litwinow. Als solcher händigte er dem polnischen Botschafter in Moskau die Note aus, welche das Auftauchen der Roten Armee auf polnischem Territorium mit der Bemerkung rechtfertigte, dass „der polnische Staat und seine Regierung aufgehört haben zu existieren“. 1939 wurde er Mitglied des Zentralkomitees. 1940 bis 1943 war er Volkskommissar für Erziehung der RSFSR. Während des Großen Vaterländischen Krieges im Zweiten Weltkrieg dozierte er nebenberuflich bei der politischen Hauptverwaltung der Roten Armee. Potjomkin war 1943 Mitglied der Burdenko-Kommission, die die sowjetische Täterschaft beim Massaker von Katyn vertuschen sollte.
Potjomkin war 1943 Gründer und erster Präsident der Akademie der Pädagogischen Wissenschaften. Seit 1943 war er Mitglied der Akademie der Wissenschaften der UdSSR. Er veröffentlichte eine Reihe von historischen Studien über Frankreich, die englische Arbeiterbewegung und die internationalen Beziehungen und gab 1941–1945 eine dreibändige Geschichte der Diplomatie heraus, an der u. a. Jewgeni Tarle und Isaak Minz mitgearbeitet hatten. Sie wurde vielfach übersetzt und diente als Studiengrundlage für die ersten Diplomaten der neuen Ostblockstaaten. Potjomkins Urne wurde an der Kremlmauer in Moskau beigesetzt.

## Schriften (Auswahl)
- mit Wladimir M. Chwostow, Isaak I. Minz: Geschichte der Diplomatie. Verlag für Fremdsprachige Literatur, Moskau 1947
  - Bd. 1. (Band nicht in deutscher Sprache erschienen)
  - Bd. 2. Die Diplomatie der Neuzeit (1872–1919)
  - Bd. 3. Die Diplomatie in der Periode der Vorbereitung des Zweiten Weltkrieges (1919–1939)